# Георги Стойнев
Георги Савов Стойнев (среща се и като Стойнов) е български офицер (генерал-майор).

## Биография
Роден е на 16 април 1870 г. в пернишкото село Лобош. Завършва Военното училище в София и Генералщабната академия в Торино, Италия (1894 – 1898).
Веднага след завършването като младши офицер е зачислен в Шести артилерийски полк. След това е назначен за адютант на Шеста пехотна бдинска дивизия, началник-щаб на Трета военноинспекционна област и началник-щаб на Втора пехотна тракийска дивизия. На 18 май 1915 г. преминава в запаса.
От 16 септември 1915 до 12 септември 1917 г. е началник на Военното училище, а в периода 9 юни 1923 до 7 октомври 1926 г. е началник на Трудовата повинност.
Георги Стойнев умира на 59 години на 6 септември 1929 г.

## Военни звания
- Подпоручик (7 ноември 1887)
- Поручик (7 ноември 1890)
- Капитан (1895)
- Майор (1901)
- Подполковник (1905)
- Полковник (18 май 1909)
- Генерал-майор (30 май 1917)